# Rick Rossovich

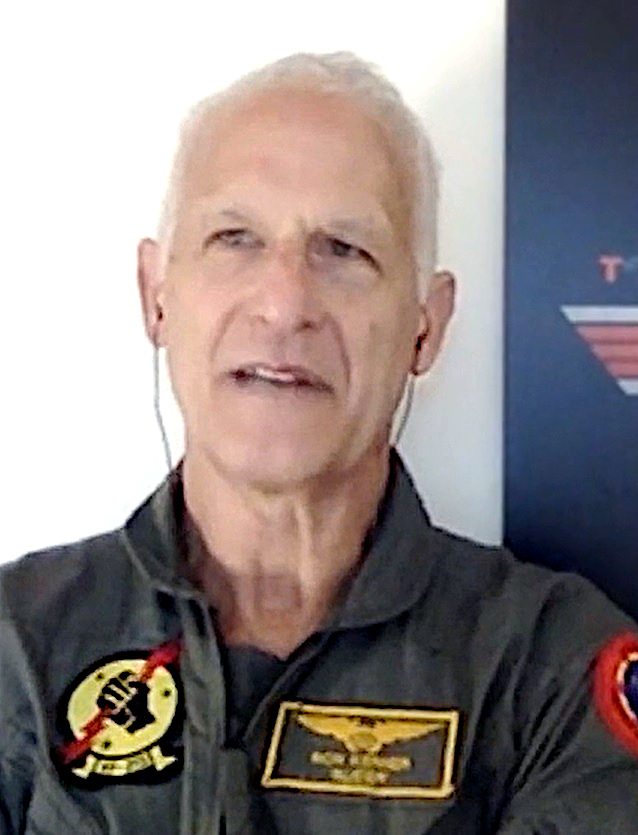
Rick Rossovich im Jahr 2020

Rick Rossovich (* 28. August 1957 in Palo Alto, Kalifornien; eigentlich Frederick Enrico Rossovich) ist ein US-amerikanischer Schauspieler. 

## Leben
Sein Filmdebüt gab er 1978 in einer Folge der Fernsehserie Fantasy Island; sein Bekanntheitsgrad wurde jedoch erst 1984 durch seine Nebenrolle in Terminator gesteigert. 1986 war er neben Tom Cruise in Top Gun – Sie fürchten weder Tod noch Teufel zu sehen.
Rossovich wirkte danach überwiegend in B-Movies und Independentfilmen mit. Zwischen 1994 und 1995 war er zudem in elf Folgen der Fernsehserie Emergency Room – Die Notaufnahme zu sehen. In den ersten drei Staffeln der Actionserie Pacific Blue – Die Strandpolizei gehörte er 1996–1998 zur Stammbesetzung.
Privat ist Rick Rossovich seit 1985 mit einer gebürtigen Schwedin verheiratet; mit ihr und den zwei gemeinsamen Kindern verbringt er jährlich drei Monate in Schweden.
Sein älterer Bruder, Tim Rossovich (1946–2018), war professioneller Footballspieler bei den Philadelphia Eagles und später ebenfalls Schauspieler.

## Filmografie

### Spielfilme
- 1983: Verflucht sei, was stark macht (The Lords of Discipline)
- 1983: Die Aufreißer von der Highschool (Losin’ It)
- 1984: Straßen in Flammen (Streets of Fire)
- 1984: Terminator (The Terminator)
- 1985: Warnzeichen Gen-Killer (Warning Sign)
- 1986: Top Gun – Sie fürchten weder Tod noch Teufel (Top Gun)
- 1986: Let’s Get Harry
- 1986: Der Morgen danach (The Morning After)
- 1987: Roxanne
- 1988: Eine verhängnisvolle Erfindung (14 Going on 30)
- 1988: Spellbinder – Ein teuflischer Plan (Spellbinder)
- 1990: Navy Seals – Die härteste Elitetruppe der Welt (Navy Seals)
- 1994:	New Crime City
- 1996:	Cover Me
- 1997: Jäger der verborgenen Schatzkammer (Legend of the Lost Tomb, Fernsehfilm)
- 1997:	Truth or Consequences, N.M.
- 1997:	Black Scorpion II: Aftershock
- 1998:	Telling You
- 2003:	Artworks

### Fernsehserien
- 1978–1980: Fantasy Island
- 1990: Geschichten aus der Gruft (Tales from the Crypt)
- 1994: Future Shock
- 1994: Ein Hauch von Himmel (Touched by an Angel)
- 1994–1995: Emergency Room – Die Notaufnahme (ER, 11 Folgen)
- 1995: Ein Mountie in Chicago (Due South)
- 1996: Mord ist ihr Hobby (Murder She Wrote)
- 1996–1998: Pacific Blue – Die Strandpolizei (Pacific Blue)